# Osa Massen
Osa Massen, pseudonimo di Aase Madsen (Copenaghen, 13 gennaio 1915 – Santa Monica, 2 gennaio 2006), è stata un'attrice danese.

## Biografia
Aase Madsen, nata a Copenaghen, iniziò a lavorare come fotografa per i giornali, e intraprese la carriera artistica alla metà degli anni trenta. Il debutto a Hollywood avvenne nel 1939 con la commedia Honeymoon in Bali, cui seguì due anni più tardi un altro ruolo brillante in Honeymoon for Three (1941).
Sempre nel 1941 l'attrice fu scritturata dalla MGM per apparire nel melodramma Volto di donna, diretto da George Cukor e interpretato da Joan Crawford. La Massen ricoprì il ruolo di Vera Segert, la moglie infedele di un chirurgo plastico (Melvyn Douglas) che si prende cura di una donna dal volto deturpato (la Crawford), restituendole un aspetto attraente e allontanandola da un'esistenza di inganni e di ricatti.
Nello stesso periodo la Massen recitò in due commedie musicali, L'inarrivabile felicità (1941), accanto a Fred Astaire e Rita Hayworth, e Tra le nevi sarò tua (1942), al fianco di Sonja Henie e John Payne. Apparve inoltre nella pellicola di spionaggio Le spie (1943), in cui recitò con George Raft, Brenda Marshall, Sydney Greenstreet e Peter Lorre. Nel poliziesco In nome dell'amore (1946) interpretò il ruolo di una donna con un mistero da nascondere, recitando il secondo ruolo femminile dopo la protagonista Susan Hayward.
Nella seconda metà degli anni quaranta la carriera cinematografica della Massen iniziò la fase del declino. Nel 1950 recitò accanto a Lloyd Bridges nel B movie RX-M Destinazione Luna, una delle prime pellicole di fantascienza prodotte dopo la fine della seconda guerra mondiale, interpretando il ruolo della dottoressa Lisa Van Horn.
Dal 1953 l'attrice lavorò quasi esclusivamente per la televisione, comparendo in diverse serie di successo come Schlitz Playhouse of Stars (1953), Scienza e fantasia (1955) e Carovane verso il West (1958). Con la serie poliziesca Perry Mason, la Massen concluse la propria carriera artistica comparendo in tre episodi: The Case of the Desperate Daughter (1958), nel ruolo di Lisa Bannister; The Case of the Shattered Dream (1959), nella parte di Sarah Werner, e The Case of the Tarnished Trademark (1962), nel ruolo di Lisa Pedersen, sua ultima apparizione prima del definitivo ritiro dalle scene.
Osa Massen si sposò tre volte: la prima, dal 1938 al 1945, con Allan Hersholt, figlio dell'attore danese Jean Hersholt, noto per le sue iniziative umanitarie. Dopo il divorzio da Hersholt, l'attrice si risposò nel 1947 con il dottor Harvey R. Cummings, che morì nel 1951. Due anni più tardi, nel 1953, la Massen si sposò per la terza volta nel con il dottor Stanley Vogel.
Dopo un temporaneo ritorno nella natia Copenaghen, la Massen trascorse l'ultimo periodo della sua vita in California, dove morì il 2 gennaio 2006, all'età di 90 anni, per le complicazioni di un intervento chirurgico.

## Filmografia

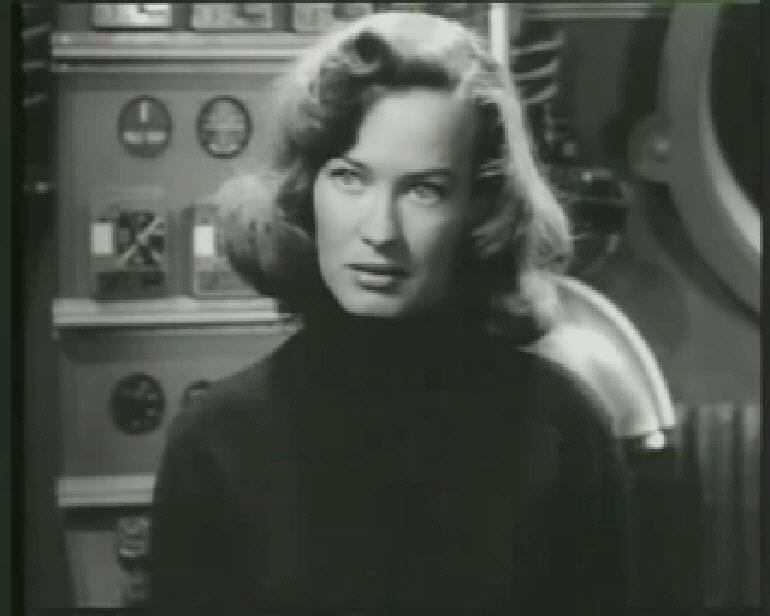
Osa Massen in RX-M Destinazione Luna (Rocketship X-M, 1950)

### Cinema
- Kidnapped, regia di Lau Lauritzen Jr. e Alice O'Fredericks (1935)
- Bag Københavns kulisser, regia di Arne Weel (1935) (con il nome Aase Madsen)
- Honeymoon in Bali, regia di Edward H. Griffith (1939)
- Honeymoon for Three, regia di Lloyd Bacon (1941)
- Volto di donna (A Woman's Face), regia di George Cukor (1941)
- Accent on Love, regia di Ray McCarey (1941)
- L'inarrivabile felicità (You'll Never Get Rich), regia di Sidney Lanfield (1941)
- The Devil Pays Off, regia di John H. Auer (1941)
- Tra le nevi sarò tua (Iceland), regia di H. Bruce Humberstone (1942)
- What We Are Fighting For, regia di Erle C. Kenton (1943) - cortometraggio
- Le spie (Background to Danger), regia di Raoul Walsh (1943)
- Jack London, regia di Alfred Santell (1943)
- The Black Parachute, regia di Lew Landers (1944)
- Cry of the Werewolf, regia di Henry Levin (1944)
- Traditori (The Master Race), regia di Herbert J. Biberman (1944)
- Tokyo Rose, regia di Lew Landers (1946)
- The Gentleman Misbehaves, regia di George Sherman (1946)
- In nome dell'amore (Deadline at Dawn), regia di Harold Clurman (1946)
- Strange Journey, regia di James Tinling (1946)
- Million Dollar Weekend, regia di Gene Raymond (1948) (con il nome Stephanie Paull)
- Sempre più notte (Night Unto Night), regia di Don Siegel (1949)
- RX-M Destinazione Luna (Rocketship X-M), regia di Kurt Neumann (1950)
- Wiegenlied (1955)
- Outcasts of the City, regia di Boris Petroff (1958)

### Televisione
- Schlitz Playhouse of Stars – serie TV, 1 episodio (1953)
- Footlights Theater – serie TV, 1 episodio (1953)
- Crown Theater with Gloria Swanson – serie TV, 1 episodio (1954)
- Waterfront – serie TV, 1 episodio (1954)
- Robert Montgomery Presents – serie TV, 1 episodio (1954)
- Dynamite, the Story of Alfred Nobel, regia di Harold Callen – film TV (1954)
- Meet Mr. McNutley – serie TV, 1 episodio (1954)
- The Adventures of Falcon – serie TV, 1 episodio (1955)
- Cradle Song, regia di Albert McCleery – film TV (1955)
- Scienza e fantasia (Science Fiction Theatre) – serie TV, episodio 1x28 (1955)
- Telephone Time – serie TV, episodio 1x07 (1956)
- Climax! – serie TV, episodio 3x22 (1957)
- The Ford Television Theatre – serie TV, 2 episodi (1953-1957)
- Lux Video Theatre – serie TV, 1 episodio (1957)
- Richard Diamond (Richard Diamond, Private Detective) – serie TV, 1 episodio (1957)
- Code 3 – serie TV, 1 episodio (1957)
- Carovane verso il West (Wagon Train) – serie TV, 1 episodio (1958)
- Behind Closed Doors – serie TV, 1 episodio (1959)
- Perry Mason – serie TV, 3 episodi (1958-1962)

## Doppiatrici italiane
Nelle versioni in italiano delle opere in cui ha recitato, Osa Massen è stato doppiata da:
- Marcella Rovena in Jack London
- Giuliana Maroni in L'inarrivabile felicità
- Adriana De Roberto in RX-M Destinazione Luna